# Calle de los Arroyos
La calle de los Arroyos es una vía pública de la ciudad española de Segovia.

## Descripción
La vía nace de la calle de José Zorrilla y discurre hasta desembocar en la avenida de la Constitución, tras cruzarse con las calles del Cristo del Mercado y de Agapito Marazuela. Aparece descrita en Las calles de Segovia (1918) de Mariano Sáez y Romero con las siguientes palabras:

Arroyos.—Parte de la plazuela de Carrasco y va al campo. Se denomina así por los regatos y pequeños arroyos que discurren por este sitio, siquiera actualmente se ha mejorado y se han encauzado estas corrientes de agua, procedente del arroyo Clamores que pasa cerca de la calle, de casas humildes y sin importancia.
(Sáez y Romero, 1918, p. 12)

Debió de existir también un «callejón de los Arroyos», ahora integrado en la calle, del que Sáez y Romero habla en los siguientes términos:

Arroyos (Callejón de los).—Está cercano a la calle anterior de este nombre y rodeado de tapias de algunas huertas.
(Sáez y Romero, 1918, p. 12)

De igual forma, habría habido una «travesía de los Arroyos», también mencionada en aquel libro:

Arroyos (Travesía de los).—Vía corta, que desde la calle de José Zorrilla se dirije a la de los Arroyos.
(Sáez y Romero, 1918, p. 12)